# 多布森单位
多布森單位（Dobson unit，DU）是用於衡量大氣中臭氧柱狀密度的單位。大氣中臭氧主要是來自臭氧層。1個多布森單位是指在標準溫度與標準壓力下0.01毫米厚的臭氧層。
多布森單位是紀念英國物理學家和氣象家戈登·多布森（Gordon M. B. Dobson）而命名。多布森建造了第一台量度臭氧柱狀的儀器。